# Chronixx
Chronixx, właśc. Jamar Rolando McNaughton Jr (ur. 10 października 1992 na Jamajce) – jamajski wokalista reggae i dancehall. W przeszłości używał pseudonimu Little Chronicle, który został mu nadany ze względu na ojca, również artystę reggae, który używał pseudonimu Chronicle.

## Dyskografia

### Albumy studyjne
- Hooked on Chronixx (2011)
- Dread & Terrible (2014)
- Chronology (2017)

### Single
- "Mi Alright" (2013)
- "Access Granted" (2013)
- "World Under Siege" (2013)
- "Alpha and Omega" (2013)
- "Most I" (2013)
- "Thanks and Praise" (2013)
- "Here Comes Trouble" (2013)
- "Selassie Souljahz" (2013)
- "Smile Jamaica" (2013)
- "Ain't No Giving In" (2013)
- "Perfect Tree" (2014)
- "Prayer" (2014)
- "Capture Land" (2014)
- "Ghetto People" (2015)
- "Light it up" (2015)